# Midea (métro de Canton)
Pour les articles homonymes, voir Midea.
Midea (chinois : 美的 ; pinyin : měidì ; prononcé en anglais : /maɪˈdiə/) est une station de passage sur la ligne 7 du métro de Canton qui se situe dans le district de Shunde, la ville de Foshan, la province de Guangdong, en Chine.

## Situation ferroviaire
Sur la ligne 7, la station Midea se situe entre le Parc Beijiao, en direction de l’Avenue Meidi (zh), et Nanchong (zh), en direction de Yanshan (zh).

## Services aux voyageurs

### Accès et accueil
La station dispose de quatre bouches : 
|        |                                                                     |                                                                          |
| Sortie | Accessibilité                                                       | Destinations les plus proches                                            |
| A      | Surface podotactile Rampe aux fauteuils roulants Escalier mécanique | Club de golf Quartier-général de Midea Centre commercial Gallerie « He » |
| B1     | Escalier mécanique                                                  | Sanctuaire ancestral du clan Zheng                                       |
| B2     | Escalier mécanique                                                  |                                                                          |
| C      | Surface podotactile Rampe aux fauteuils roulants Escalier mécanique | Village Lintoushangchong                                                 |

### Desserte
La station dispose d’un quai central, encadré par deux voies.

## Histoire
Pendant la planification, cette station fut nommée Lintou (chinois simplifié : 林头 ; chinois traditionnel : 林頭), qui est le nom du village à proximité de la station. En 2021, la station est renommée Midea, car la station se situe à côté du quartier-général de Midea.
La majorité de la construction de la station fut complétée le 25 août 2019. La station est inaugurée le 1 mai 2022.

### Nom étranger
La station porte le nom de l’entreprise Midea. Bien que les règlements municipaux de Canton interdit les noms d’entreprises dans les noms des stations de métro, cette station se situe à l’extérieur de Canton. Elle peut donc porter aussi le nom étranger de l’entreprise Midea au lieu du pinyin Meidi. En 2022, le conseil des affaires de l’État interdit complètement les noms d’entreprises dans les noms des stations, les gares, etc. Cependant, il n’exige pas que le métro de Canton renomme la station Midea.